# Џиновски мравојед
Џиновски мравојед (Myrmecophaga tridactyla) је сисар из реда крезубица (Pilosa) и подреда мравоједа (Vermilingua). Од четири врсте мравоједа џиновски мравојед је највећи.

## Угроженост
Џиновски мравојед је угрожена врста. Врста је на црвеној листи означена као рањива. Насељава велику површину, али су забележени случајеви локалног изумирања, нарочито у Централној Америци. Искључивост у исхрани, мали фертилитет, његова величина, смрт у пожарима и на путевима, као и губитак станишта, узроци су смањивања популације.

## Популациони тренд
Популација ове врсте се смањује, судећи по расположивим подацима. Процењено је да је популација у периоду од 10 година, од 2004. до 2014. смањена за око 30%.

## Распрострањење
Џиновски мравојед је присутан у јужноамеричким државама Аргентини, Боливији, Бразилу, Венецуели, Гвајани, Еквадору, Колумбији, Парагвају, Перуу, Суринаму, Уругвају и Француској Гвајани, као и у централноамеричким државама Костарици, Никарагви, Панами и Хондурасу.

## Станиште
Џиновски мравојед је копнена животиња, која насељава различита подручја, као што су ливаде, шуме и кишне шуме.

## Начин живота
Живе индивидуално. Хране се мравима и термитима. У стању су да поједу и до 30.000 мрава дневно. Активни су и дању и ноћу, а спавају у дупљама дрвећа и у жбуњу. Женка обично окоти по једно младунче, које дуго носи на леђима.